# Can Pujol (Sant Feliu de Codines)
Can Pujol és una obra eclèctica de Sant Feliu de Codines (Vallès Oriental) inclosa a l'Inventari del Patrimoni Arquitectònic de Catalunya.

## Descripció
Edifici de tipologia ciutat jardí amb paret mitgera i alineat al carrer. Compost de planta baixa i dos pisos. Les façanes són de composició simètrica i estan coronades per una balustrada que en la façana principal es transforma en un frontó, aquest, junt amb els elements formals i decoratius, donen al conjunt un caràcter historicista. Zona del nucli antic i important fita visual i arquitectònic dins el casc de la població.